# Celtx
Celtx (/ kɛltɨks /) és un programa gratuït que permet l'escriptura de guions audiovisuals durant la fase de pre-producció. Està dissenyat sobretot per treballar per cinema, vídeo, teatre, ràdio, storyboard, còmic, novel·la, videojocs, machinima i podcast mitjançant les seves plantilles. També permet que els escriptors puguin adjuntar imatges, vídeos i fitxers d'àudio als seus guions així com col·laborar amb altres projectes en línia. Per altra banda, també permet fer desglossaments de guió, calendaris de producció i altres tasques de preproducció de peces audiovisuals. El programa està sota la Llicència Pública Celtx, que és la Llicència Pública de Mozilla amb una clàusula d'atribució. Està desenvolupat en obert amb estàndards no propietaris com (HTML, XML i RDF). Les traduccions i el desenvolupament de l'aplicació es deuen majoritàriament als esforços de membres voluntaris de la comunitat internacional de Celtx. Està disponible per Mac, Pc i Linux i es pot trobar en 34 idiomes entre ells el català. Cal diferenciar el Celtx en versió gratuïta i el Celtx Plus que té un cost de $14.99. "Celtx" és un acrònim de les inicials en anglès d'equip tècnic (Crew), equipament (Equipment), localització (Location), talent (Talent) i XML.

## Història
Celtx és el primer programa "tot en un" per pre-producció i col·laboració en cinema, teatre, ràdio, AV i còmics. Té totes les eines que els creadors audiovisuals necessiten per donar vida a les seves històries, combinant escriptura intel·ligent i eines de planificació, creació de storyboards i calendaris de treball amb tecnologies compatibles amb internet. Substitueix el paper per un enfocament digital més complet, més fàcil de treballar i compartir.
Greyfirst, l'empresa canadenca creadora de Celtx, és una empresa de desenvolupament de programari independent amb experiència en les tecnologies de codi obert i la computació basada en estàndards. La companyia desenvolupa tecnologies bàsiques d'Internet que utilitzen el marc de programes de Mozilla, fomenta el seu creixement en aplicacions pràctiques que s'executen en múltiples plataformes, i en diversos idiomes.
Celtx és una aplicació de programari client-servidor utilitzat per més de 250.000 creadors de mitjans per a la pre-producció de cinema, vídeo, desenvolupament de jocs de televisió, teatre, animació i nous mitjans de comunicació. Celtx ofereix les eines requerides per la gent creativa a la investigació, conceptualitzar, escriure, planificar, gestionar i compartir els seus projectes amb altres, dins o fora de línia. Basat en el darrer programari de generació semàntica, Celtx opera sota un model de negoci de codi obert amigable i s'adhereix als estàndards oberts de programari.

## Primers passos

### Instal·lació
Per començar registra't a la web i descarrega l'instal·lador del programa que trobaràs a la pàgina web Arxivat 2005-12-29 a Wayback Machine.. Descarrega la versió del teu sistema operatiu i escull la llengua adequada.
Per Windows:
Doble clic a l'arxiu CeltxSetup.exe, segueix les instruccions de l'assistent d'instal·lació. Es crearà un accés directe a l'escriptori i apareixerà Celtx al Menú d'inici.
Per Mac OS:
Doble clic a l'arxiu Celtx.dmg per carregar l'instal·lador. Desplaça l'arxiu "celtx" a la teva finestra d'Aplicacions per finalitzar la instal·lació.
Per Linux:
Extreu el tarball al directori on es troba Celtx. Obra l'arxiu "celtx" via línia de comandament o crea una aplicació per obrir-lo.

#### Com començar
En obrir el programa ens trobem amb la primera pàgina de Celtx ("Celtx Splash Page", en anglès). Es tracta de la primera pàgina on podem observar l'inici del programa. Gràcies a la seva interfície intuïtiva ens permet escollir ràpidament el tipus de projecte que es vol començar. De la mateixa manera, si s'està connectat a Internet podem veure el "Projecte de la setmana", "Notícies" de la comunitat Celtx o bé "Project Central".

#### Escriu el teu guió
L'editor de guions Celtx et permet crear guions fent servir la tipografia Courier a 12 punts, o bé pots importar arxius de text pla d'altres programes. Els guions generals amb aquest programa es corresponen amb els formats estàndard que utilitza la indústria audiovisual. Tot plegat gràcies a la lògica del programa que sap el que ve després d'escriure un text. Així, el format de text que correspon a "Escena" precedeix al d‘"Acció", que a la vegada precedeix a "Personatge" que precedeix a "Diàleg", etc. Per canviar de format a un altre ràpidament utilitzarem la tecla tabulació.
La finestra de menú del programa està formada per 6 components principals:
-1 La finestra de l'editor
-2 La barra d'eines de l'editor
-3 El navegador de projectes
-4 El navegador d'escenes
-5 Les eines de projectes
-6 La barra lateral de mitjana
De fet pots personalitzar l'entorn de treball per ajudar-te a optimitzar les àrees. Les finestres es poden ampliar o reduir fent servir els punts existents dels límits de les finestres.
Cada element del guió, és a dir Escenes, Accions, Diàlegs o anotacions entre parèntesis, Transicions i Talls, es troben al Menú de selecció de la barra d'eines de l'editor. Si seleccionem qualsevol dels formats del menú, aquell format s'aplicarà al text. Té un gran ús en textos molt llargs. Per donar format a un text, tan sols s'ha de seleccionar una de les línies i escollir en el menú el format adequat. Amb les tecles Tab i Intro ràpidament podrem donar format als elements del guió.
És de gran utilitat fer servir tecles ràpides per donar altres tipus de format al guió:
Ctrl+1: ESCENA
Ctrl+2: ACCIÓ
Ctrl+3: PERSONATGE
Ctrl+4: DIÀLEG
Ctrl+5: PARÈNTESIS
Ctrl+6: TRANSICIÓ
Ctrl+7: TALL
Ctrl+8: TEXT NORMAL

#### Funcions destacades
La darrera versió de Celtx aposta per tres vies de treball i registrar-se a la pàgina web.
Escriptori: Entorn flexible, amb totes les propietats del software per la pre-producció que fan servir 1 milió i mig d'usuaris a 170 països.
Núvol: Edita, comparteix, guarda i sincronitza els projectes al núvol.
Mòbil: Aplicacions per escriure guions i dibuixar storyboards per tablets i smartphones.

## Característiques generals
Celtx ofereix un ventall de característiques a guionistes i persones involucrades en la fase de pre-producció, entre elles podem destacar:

### Escriptura de guions
Durant l'escriptura Celtx fa servir un processador de paraules en relació al format de l'estàndard de la indústria. D'aquesta manera intueix el format que ha de tenir el text segons a la posició en què es trobi (diàleg, text o encapçalament). També inclou un editor de text especial per les vores i a més a més incorpora LaTeX en la funció de composició tipogràfica, que permet plantilles més flexibles i opcions d'impressió.

#### Col·laboració en projectes, gestió i emmagatzematge
Celtx ofereix un servei web anomenat Celtx Studios per treballar en col·laboració amb projectes avançats entre altres escriptors i emmagatzematge d'arxius en línia.

#### Publicació
Si es desitja, els guions es poden carregar al Celtx Forum per ser vistos, avaluats i comentats públicament.

#### Organització
Celtx utilitza el codi obert de Mozilla Sunbird per l'opció de crear calendaris de treball i calendaris de producció. D'aquesta manera podem afegir diferents elements per crear plans de rodatge.

#### Desglossament
Celtx disposa de trenta-cinc elements diferents per poder identificar adequadament tant a actors o efectes especials, que es poden afegir al projecte. Aquests elements poden tenir informació variada, ja que se’ls pot afegir text, imatges o sons. Celtx permet als guionistes etiquetar fàcilment els elements dins de cada seqüència. Aquests elements marcats permeten als membres del personal de producció saber fàcilment quins són els elements del guió que calen. El programa té la possibilitat de generar informes que ajuden a la feina dels ajudants de producció en l'elaboració del pla de rodatge.

#### Eines de guió gràfic
Celtx permet als usuaris crear un storyboard, seqüències que es poden imprimir o reproduir amb el visor d'imatges integrat de Celtx. També estan disponibles per veure a la pàgina web d'un projecte i es poden reproduir dins del navegador.

#### Eines de dibuix
L'eina de dibuix es pot utilitzar per dibuixar un esbós o bé escollir la més adient per al teu guió. L'eina de dibuix inclou icones preestablertes per la distribució de les càmeres, els llums i les persones que poden ser etiquetats amb el text i eines per dibuixar línies, fletxes, formes i text. A més, també hi ha disponibles paquets professionals especials per identificar elements addicionals (per exemple, equips, càmeres, persones, vehicles, attrezzo, mobles, accessoris) es poden adquirir al lloc web de Celtx.